# Selbstschutz
Selbstschutz (z niem. Samoobrona) – nazwa ma dwa znaczenia:
- współczesne: określenie jednostek obrony lokalnej tworzonej na wypadek klęsk żywiołowych w Niemczech, Austrii oraz Szwajcarii.
- historyczne: niemiecka organizacja paramilitarna złożona z osób narodowości niemieckiej działająca w czasie I wojny światowej[potrzebny przypis] i II wojny światowej; do Selbstschutzu wstępowali etniczni Niemcy zamieszkujący dotychczas tereny polskie. Istniała również na terenie Czechosłowacji oraz Słowacji.

## Powstania śląskie

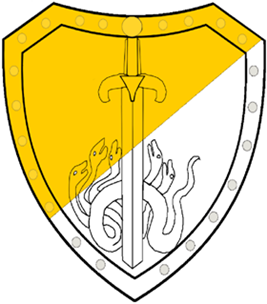
Odznaka Selbstschutz Oberschlesien (SSOS)

Kampforganisation Oberschlesien-Selbstschutz (pol. „Samoobrona Górnośląska”) powstała w 1920 roku, po wycofaniu z obszaru plebiscytowego Górnego Śląska regularnych oddziałów Reichswehry. Inicjatorami jej utworzenia byli członkowie niemieckiej nacjonalistycznej organizacji paramilitarnej o nazwie „Organizacja Escherich” (Orgesch). Celem Selbstschutzu miało być przeciwdziałanie zbrojnemu opanowaniu spornego obszaru przez stronę polską.
Według informacji zgromadzonych przez siatkę wywiadowczą Polskiej Organizacji Wojskowej Górnego Śląska liczebność Selbstschutzu według stanu na kwiecień 1921 roku wynosiła ok. 20–25 tys. członków. To samo źródło podaje, że w ośrodkach przemysłowych Śląska i powiatach z przewagą ludności polskojęzycznej większość członków Selbstschutzu stanowili miejscowi Niemcy. Z kolei w powiatach raciborskim i kozielskim większość członków organizacji miała rekrutować się spośród tamtejszej dwujęzycznej, polsko- i niemieckojęzycznej ludności (określanej w polskich raportach jako „zniemczony żywioł polski”).
Na krótko przed plebiscytem na Górnym Śląsku (20 marca 1921) działania przeciw Selbstschutzowi podjęły stacjonujące na Górnym Śląsku wojska francuskie. Bazując na informacjach dostarczonych przez POW Górnego Śląska Francuzi aresztowali wielu członków organizacji i zlikwidowali wiele magazynów broni.
Selbstschutz uczestniczył w walkach podczas III powstania śląskiego. W maju i czerwcu 1921 Selbschutz i miejscowy Freikorps wsparło około 6 tysięcy ochotników spoza terenu plebiscytowego, z okolic Nysy, Grodkowa, Niemodlina i Prudnika oraz z głębi Niemiec, w tym m.in. z Bawarii - Freikorps Oberland mjr. Ernsta Horadama. Cały oddział Oberlandu razem z dołączonymi ochotnikami z Austrii i Górnego Śląska liczył około tysiąca żołnierzy i wszedł w skład Grupy Południe (Gruppe Süd) SSOS.

Niemiecki Selbstschutz, który przeciwstawił się polskim powstańcom, rekrutował się w przeważającej części z cudzoziemskich członków oddziałów ochotniczych, jakie napływały na Górny Śląsk ze wszystkich części Niemiec, [był też] wśród nich późniejszy nazistowski męczennik Albert Leo Schlageter. Te oddziały ochotnicze, militarnie szkolone i w boju zdyscyplinowane, zachowały się jak armia okupacyjna w obcym kraju (...) pod względem grozy, skłonności do zemsty, rabowania i mordowania. (...) ponadto w grupach Selbstschutzu szerzył się już wówczas antysemityzm  i przyjmowano noszenie swastyki.

Selbstschutz Oberschlesien odpowiedzialny jest za popełnienie licznych zbrodni zarówno na powstańcach śląskich jak i ludności cywilnej Górnego Śląska. Do najgłośniejszych z nich, dokonanych w trakcie powstania, należy masakra w Strzebniowie pod Gogolinem, gdzie 14 i 17 maja batalion szturmowy „Heinz”, dowodzony przez Karla G.O. Hauensteina zamordował 7 wziętych do niewoli powstańców oraz 18 cywilów. Wycofując się ze wsi SSOS zabrał ze sobą kilka osób spośród ludności cywilnej, które następnie rozstrzelał w Gogolinie.
Szczególne uwarunkowania społeczno-polityczne, osobiste doświadczenia i poglądy niemieckich uczestników walk przeciwko powstańcom śląskim wytworzyły szczególny, dominujący typ psychiczny w ich szeregach: kult siły, pogardzanie słabszymi, brutalny stosunek do pokonanych, stąd zbrodnie i nadużycia popełniane na jeńcach wojennych i ludności cywilnej. 
Grób-pomnik bojówkarzy z Selbstschutz znajduje się między innymi w Krzanowicach na ziemi raciborskiej.

## Okres międzywojenny

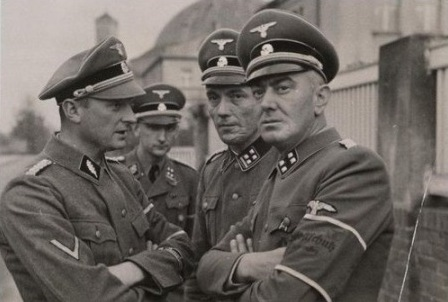
Dowódcy inspektoratów Selbstschutzu: SS-Standartenführer Ludolf Jacob von Alvensleben, SS-Obersturmbannführer Erich Spaarmann, SS-Obersturmbannführer Hans Kölzow i SS-Sturmbannführer Christian Schnug

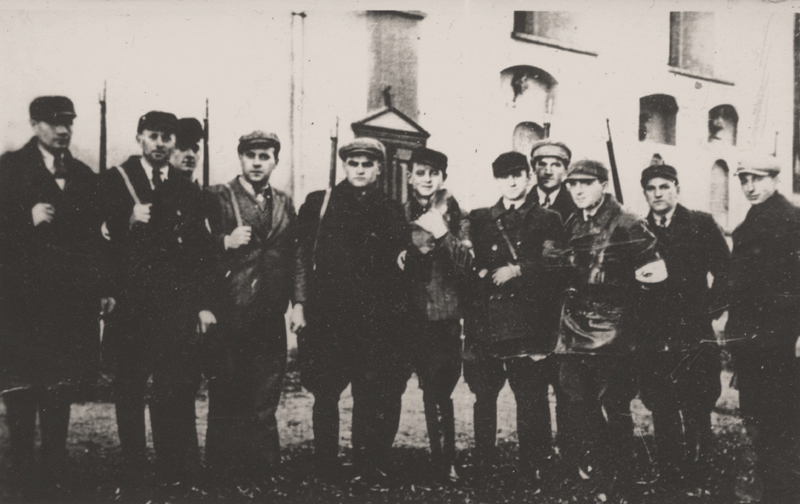
Członkowie Selbstschutzu z Łobżenicy

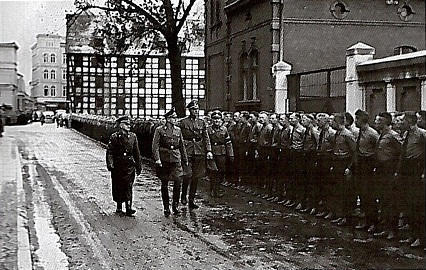
Inspekcja jednostki bydgoskiego Selbstschutzu

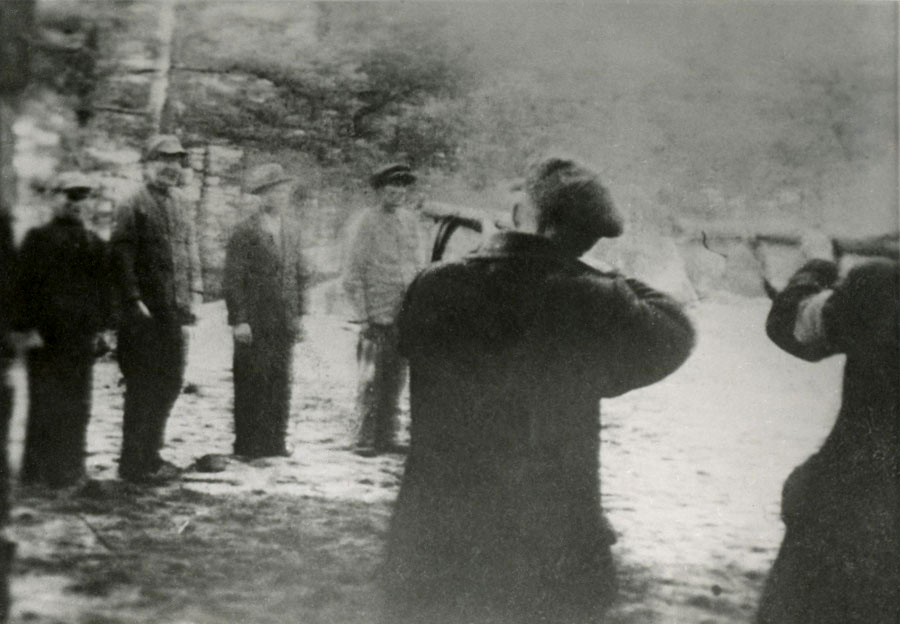
Egzekucja przeprowadzana przez Selbstschutz w Piaśnicy

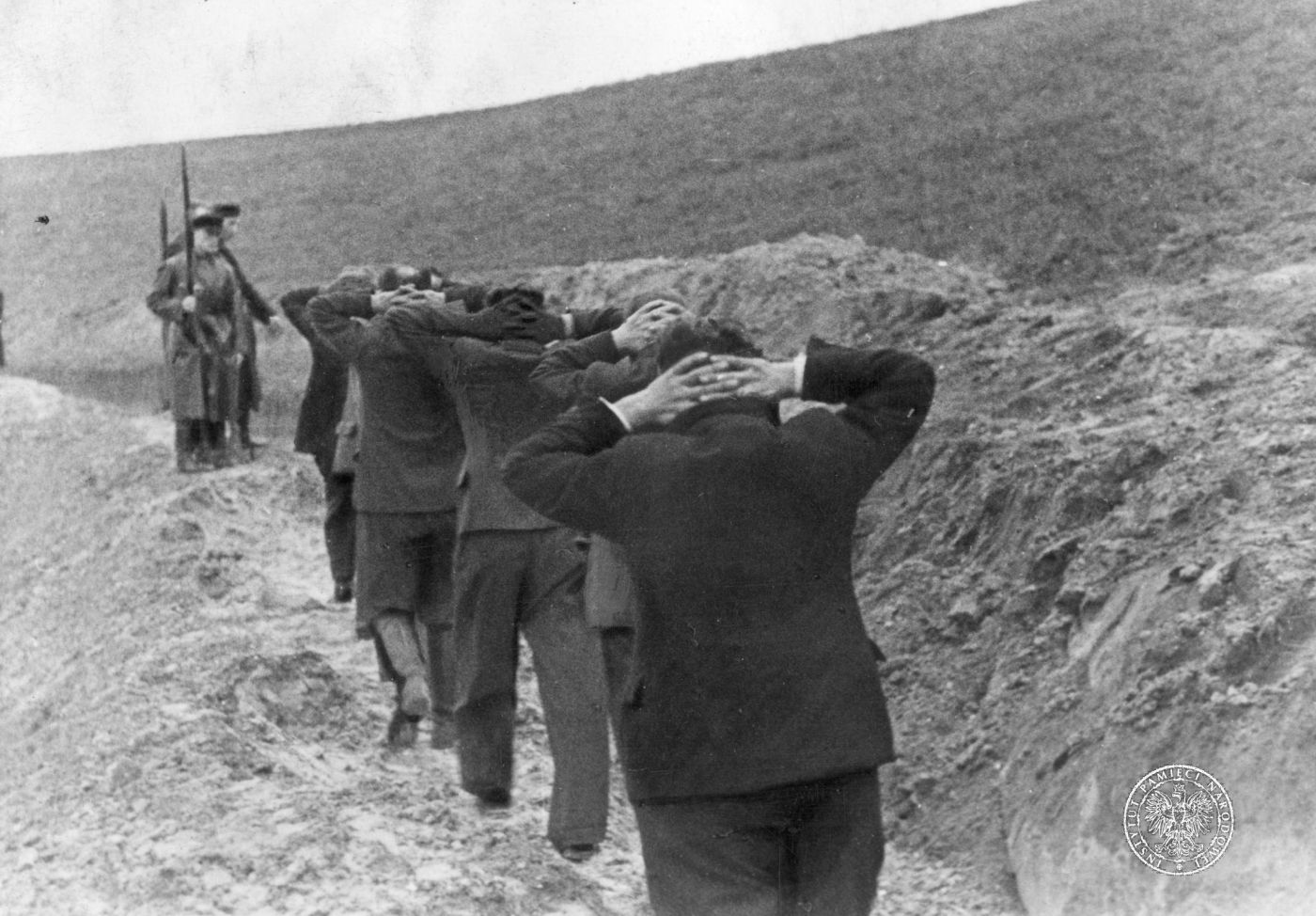
Członkowie Selbstschutzu prowadzący polskich nauczycieli na egzekucję w „Dolinie Śmierci” pod Bydgoszczą

Paramilitarne bojówki, budowane na bazie niemieckich organizacji mniejszościowych o zabarwieniu pronazistowskim, zaczęły powstawać w Polsce i Czechosłowacji pod koniec lat 30. Między innymi terroryzowały one czeską ludność w rejonie Sudetów, do których III Rzesza zgłaszała pretensje terytorialne, powołując się na prawo samostanowienia narodów.
W okresie międzywojennym w Polsce istniała szeroka siatka organizacji współpracujących z nazistowskimi Niemcami przeciw państwu polskiemu. Organizacje te to między innymi: Jungdeutsche Partei (działała na terenie całej Polski), Deutsche Vereinigung (Pomorze Gdańskie), Deutscher Volksbund (Śląsk), Deutscher Volksverband (Łódzkie), oraz filialne stowarzyszenia i związki. Razem zrzeszały one 25% ludności niemieckiej.
Organizacje te utrzymywały tajne kontakty z partyjnymi i państwowymi centralami berlińskimi: NSDAP, Auslandsorganisation, Gestapo, SD, Abwehrą itp. Prowadziły też wrogą działalność dywersyjną (szpiegowską, sabotażową, prowokacyjną, polityczno-destrukcyjną), opierając się na wytycznych przekazywanych z owych organizacji.
Już w październiku 1938 agenci SD organizowali Selbstschutz na terenie Polski. Przedstawiciele mniejszości niemieckiej, którzy mieli polskie obywatelstwo, otrzymywali szkolenie w zakresie sabotażu oraz walki partyzanckiej. Niektórych kierowano na dodatkowe kursy do Rzeszy lub rządzonego przez nazistów Wolnego Miasta Gdańska.

## II wojna światowa
W Polsce określenie „Selbstschutz” kojarzone jest przede wszystkim z paramilitarną formacją złożoną z przedstawicieli niemieckiej mniejszości narodowej zamieszkującej terytorium II Rzeczypospolitej, którą władze III Rzeszy utworzyły we wrześniu 1939 na okupowanych ziemiach polskich (tzw. Volksdeutscher Selbstschutz). Organizację oficjalnie powołano do życia rozkazem Reichsführera SS Himmlera z dnia 26 września 1939. W rzeczywistości rozkaz ten tylko sankcjonował istniejący już stan rzeczy, gdyż plany powołania Selbstschutzu były rozważane jeszcze przed rozpoczęciem wojny, a jego powstanie poprzedziło utworzenie w pierwszych dniach września 1939 rozmaitych formacji o charakterze policyjnym, złożonych z miejscowych volksdeutschów w wieku od 17 do 45 lat.
Wedle wytycznych Himmlera z dnia 07 października 1939 r. Selbstchutz był organizacją o charakterze policyjnym, podległą dowódcy OrPo i miejscowym organom niemieckiej policji. Szkolenie członków organizacji odbywało się wedle wytycznych kierownictwa SS przy czym Selbstschutz nie powinien wykonywać zadań politycznych. Do zadań tych jednostek należało przede wszystkim: przeprowadzanie rewizji, konwojowanie więźniów, pełnienie służby wartowniczej, udział w masowych akcjach policyjnych.
Selbstschutz działał przede wszystkim na terenach dawnego zaboru pruskiego, gdzie istniały największe skupiska mniejszości niemieckiej w Polsce. Liczbę członków organizacji ocenia się na od 82 000 do 100 000, z ogólnej populacji 740 000 Niemców w przedwojennej Polsce. Oznacza to, iż co dziesiąty przedstawiciel mniejszości niemieckiej w Polsce uczestniczył w zorganizowanym ugrupowaniu wrogim Polsce i dokonującym zbrodni na narodzie polskim. Te proporcje byłyby większe, gdyby uwzględnić tylko męską, dorosłą część niemieckiej populacji. Organizacyjnie Selbstschutz pozostawał podzielony na trzy okręgi:
- Okręg I Południowy – siedziba we Wrocławiu, szef: SS-Gruppenführer Fritz Katzmann;
- Okręg II Centralny – siedziba w Poznaniu, szef: SS-Oberführer Hans Kelz;
- Okręg III Północny – siedziba w Gdańsku, szef: SS-Oberführer Ludolf-Hermann von Alvensleben.

Okręgi Południowy i Centralny nadzorował SS-Obergruppenführer August Heissmeyer, zaś Okręg Północny podlegał bezpośrednio Reinhardowi Heydrichowi szefowi Głównego Urzędu Bezpieczeństwa Rzeszy. Okręg Północny – tzw. Selbstschutz Westpreussen – obejmujący zasięgiem swojego działania całe przedwojenne województwo pomorskie oraz niektóre powiaty Wielkopolski, był najsilniejszą strukturą Selbstschutzu. Wynikało to w pierwszym rzędzie z faktu, iż mniejszość niemiecka na tych terenach była stosunkowo liczna oraz bardzo dobrze zorganizowana. 24 września 1939 Selbstschutz Westpreussen liczył już 8038 członków, 30 września – 16 370, 28 października – 28 032, a 21 listopada – 38 279.
W pierwszych miesiącach niemieckiej okupacji Selbstschutz uczestniczył w działaniach eksterminacyjnych wymierzonych w polską inteligencję, a brutalność jego członków budziła zaniepokojenie w kierownictwie SS. Członkowie tej organizacji byli dla Polaków szczególnie niebezpieczni ze względu na znajomość stosunków i uwarunkowań społecznych. Ponadto działając w szeregach Selbstschutzu mogli uregulować zadawnione sąsiedzkie spory i zagarnąć mienie należące do aresztowanych i mordowanych Polaków. Do końca 1939 roku z rąk bojówek Selbstschutzu zginęły dziesiątki tysięcy Polaków, z czego najwięcej na terenach Pomorza. Zdaniem Jochena Böhlera do końca 1939 Selbstschutz wraz z Policją Bezpieczeństwa zamordował ponad 40 tys. osób – około 30 tysięcy na obszarze Pomorza Gdańskiego, 10 tysięcy w Wielkopolsce, 1500 na Górnym Śląsku i 1000 w rejencji ciechanowskiej (w tym samym czasie w Generalnym Gubernatorstwie zgładzono 5000 Polaków). Szczególnie okrutne zbrodnie miały miejsce w organizowanych przez Selbstschutz aresztach i prowizorycznych obozach koncentracyjnych. Na okupowanym Pomorzu istniało ich 19. Znajdowały się one w następujących miejscowościach: Bydgoszcz, Brodnica, Chełmno, Dorposz Szlachecki, Kamień Krajeński, Karolewo, Lipno, Łobżenica, Nakło nad Notecią, Nowy Wiec k. Skarszew, Nowe nad Wisłą, Piastoszyn, Płutowo, Rypin, Sępólno Krajeńskie, Solec Kujawski, Tuchola, Wąbrzeźno, Wolental k. Skórcza, Wyrzysk. Polacy i Żydzi więzieni w obozach Selbstschutzu byli torturowani i mordowani w najbrutalniejszy sposób. Relacje świadków mówią m.in. o nagminnych przypadkach gwałtów na kobietach i dziewczynkach, dobijaniu rozstrzeliwanych za pomocą łopat czy zakopywaniu ich żywcem. Bywało, iż matki zmuszano do układania w wykopanych dołach swoich dzieci.
Organizacja została formalnie rozwiązana 26 listopada 1939 r. ale jeszcze przez kilka miesięcy jednostki Selbstschutzu były wykorzystywane do pełnienia służby policyjnej, po czym stopniowo włączano je do SS. Na bazie tej części członków Selbstschutzu, którzy nie weszli do SS, Hans Frank utworzył tzw. Sonderdienst (zwany prywatną policją Hansa Franka), działającą do końca wojny na terenie Generalnego Gubernatorstwa. Używana ona była m.in. do ściągania kontyngentów, zwalczania partyzantów, a także brała czynny udział w akcjach represyjnych i eksterminacyjnych. 
Większość członków Selbstschutzu nie poniosła kary za popełnione w Polsce zbrodnie. Po wojnie wielu byłych działaczy tej organizacji zrobiło w Niemczech kariery w lokalnych władzach CDU lub CSU albo w Ziomkostwach i Związku Wypędzonych.